# Jonathan Carver
Pour les articles homonymes, voir Carver.
Jonathan Carver est un explorateur et écrivain américain, né le 13 avril 1710 à Weymouth au Massachusetts, mort le 31 janvier 1780 à Canterbury dans le Connecticut. Marié avec Abigail Robbins et père de sept enfants.

## Biographie
Cordonnier à Canterbury, il s'engage dans l'armée britannique lors de la guerre franco-anglaise de 1755. Il y apprend la cartographie et la topographie.
Après avoir quitté l'armée en 1761, il se lance dans l'exploration. Robert Rogers lui confie alors la mission de découvrir le passage du Nord-Ouest. Ce sera un échec mais il explore malgré tout la région des grands lacs. Il rentre ensuite à Boston en 1768 et rejoint l'Angleterre en 1769.
Malgré le succès littéraire de son récit de voyage (1778), il meurt dans la misère en 1780.

## Écrit

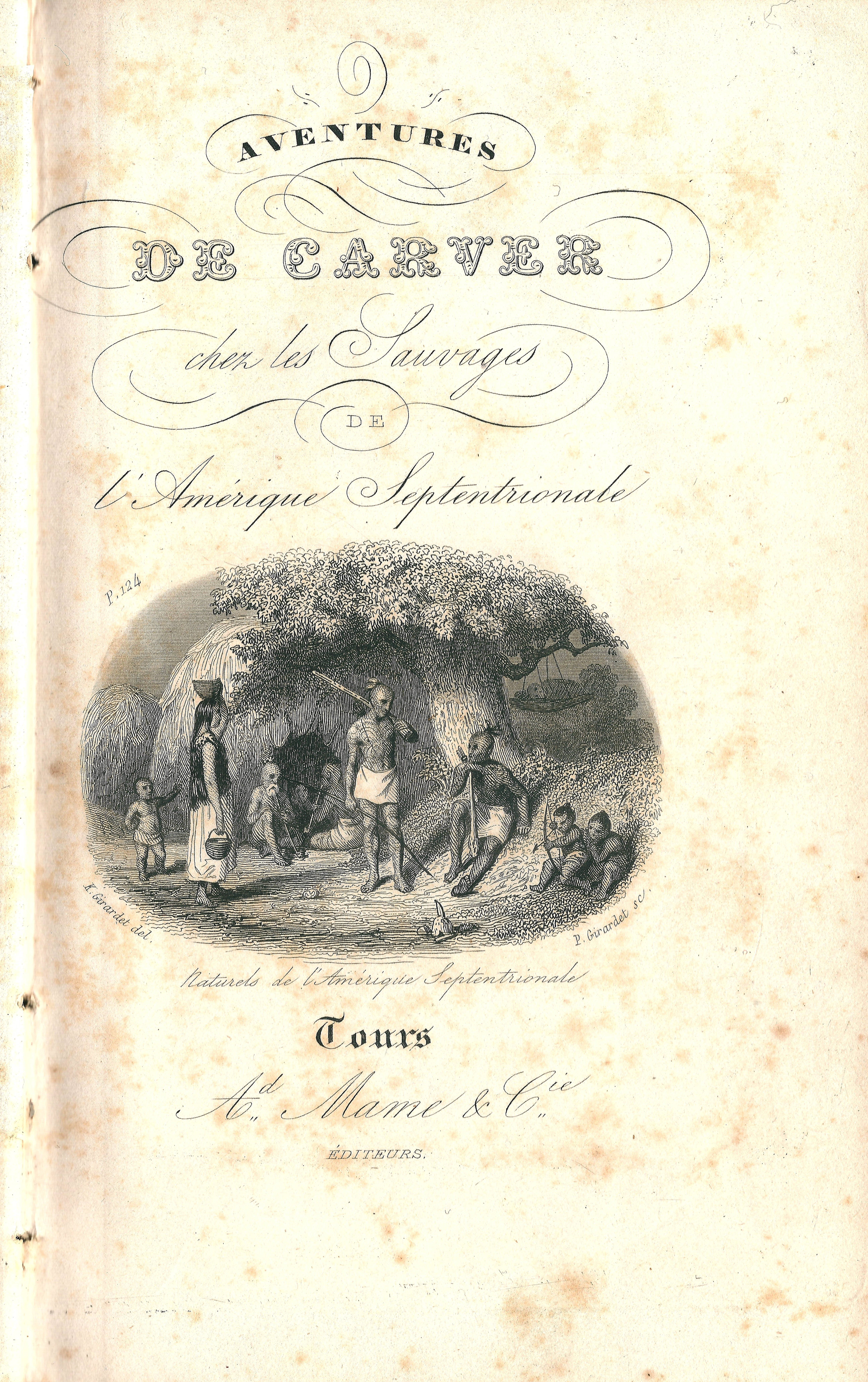
La page de frontispice des Aventures de Carver chez les sauvages de l'Amérique septentrionale.

- Travels Trough America, 1766-1768 — Traduit en français sous le titre Aventures de Carver chez les sauvages de l'Amérique septentrionale, Tours, chez Ad Mame & Cie, 1845, 264 p..

## Anecdote

### Summerwind: le manoir hanté
Le manoir de Summerwind, situé dans la ville de West Bay dans le Wisconsin abriterait le fantôme de Jonathan Carver. Il y aurait été aperçu depuis les années 1900 jusqu'à la destruction du manoir en 1988